# Glacier Taylor
Le glacier Taylor est un glacier antarctique d'environ 54 kilomètres de long, s'étendant du plateau de la Terre Victoria jusqu'à la partie ouest de la vallée de Taylor, dans les vallées sèches de McMurdo, au nord des monts Kukri.
Découvert par l'expédition britannique Discovery (1901-1904), on pensait alors qu'il faisait partie du glacier Ferrar. L'équipe ouest de l'expédition Terra Nova (1910-1913) découvrira qu'il s'agit en fait d'un glacier autonome. Robert Falcon Scott, le capitaine de l'expédition, nomme le glacier en honneur de Thomas Griffith Taylor, géologue et responsable de l'équipe ouest.
Plus récemment, le glacier Taylor a été le sujet d'expériences et de mesures de la part des chercheurs de l'Université de Californie à Berkeley et de l'Université du Texas à Austin.
Les Blood Falls, une coulée d'oxyde de fer, proviennent de ce glacier.

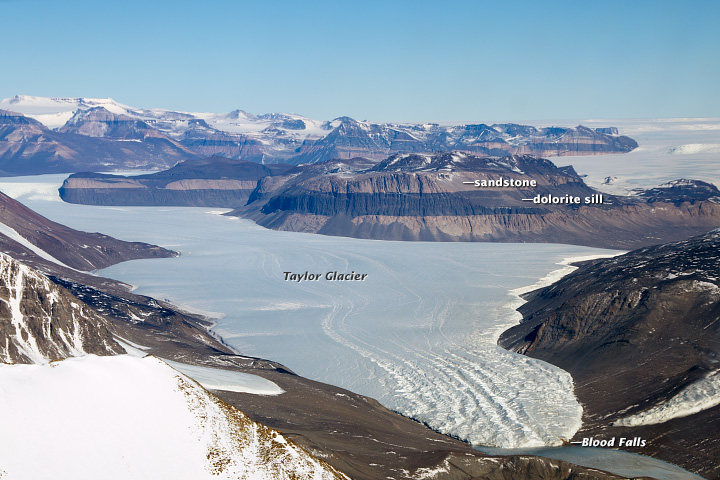
Le glacier Taylor, la vallée de Taylor et les Blood Falls en 2013.